# Maria de Lourdes Teixeira
Maria de Lourdes Teixeira ou Maria de Lourdes Rezende Teixeira (São Pedro, 25 de março de 1907 – 1989) foi uma escritora, jornalista e tradutora brasileira. Foi a primeira mulher a ser eleita para a Academia Paulista de Letras. Recebeu o Prêmio Jabuti de Literatura categoria romance nos anos de 1961 e 1970, pelas obras Rua Augusta e Pátio das Donzelas.

## Vida e carreira
Maria de Lourdes nasceu em 1907, filha de Avelino de Souza Teixeira e Querubina Stela Rezende, fazendeiros da região de São Pedro. Era bisneta, por parte de pai, de Antonio Teixeira de Barros, um dos fundadores da cidade e bisneta do Barão de Lorena, por parte de mãe. Teixeira era prima em quarto grau do poeta Gustavo Teixeira.
Estudou em Campinas, no colégio de freiras Sagrado Coração de Jesus durante a adolescência, quando publicou seus primeiros contos na revista Papel e Tinta, em 1920.
Contribuiu para os jornais O Estado de S. Paulo e Folha da Manhã, onde foi redatora da coluna Movimento Literário.

## Vida pessoal
Maria de Lourdes foi casada duas vezes. Primeiro com Ermelindo Scavone, que a proibiu de publicar seus contos e demais escritos e de quem se desquitou, posteriormente, com o também acadêmico José Geraldo Vieira (1897-1977) . 
O seu filho, Rubens Teixeira Scavone (1925-2007) também integrou a Academia Paulista de Letras e foi vencedor do Prêmio Jabuti na categoria romance, em 1973. Seu neto, o fotógrafo Marcio Scavone foi eleito como membro da Academia Paulista de Letras em 2017, para ocupar a cadeira de número 9.[carece de fontes?]

## Legado
Seu romance O Pátio das Donzelas foi adaptado como uma telenovela de mesmo nome em 1982, exibida pela TV Cultura,  com roteiro de Rubens Ewald Filho e direção de Edison Braga.
Desde 2022, a prefeitura de São Pedro organiza o concurso de contos Maria de Lourdes Teixeira.

## Obras

### Novela
- Raiz amarga (1960).
- Rua Augusta (1963).
- O pátio das Donzelas (1969).
- O Banco de Três Lugares (1975).
- A virgem noturna (1975).

### Conto
- O criador de centauros (1964).
- Todas as horas de um homem (1983).

### Outros
- A carruagem alada (memórias, 1986).
- O pássaro-tempo (1968).
- A Ilha da Salamandra (1976).
- Graça Aranha (1952).
- Esfinges de papel (ensaio, 1966).

### Traduções
- Chéri, de Colette (1956, ed. Difusão Europeia do Livro)
- O fim de Chéri, de Colette (1957. ed. Difusão Europeia do Livro)[12]
- Os mandarins, de Simone de Beauvoir (1958)[13]